# Withius lewisi
Withius lewisi es una especie de arácnido del orden Pseudoscorpionida de la familia Withiidae.

## Distribución geográfica
Se encuentra en la República Democrática del Congo y Kenia.